# Piper hatschbachii
Piper hatschbachii är en pepparväxtart som beskrevs av Truman George Yuncker. Piper hatschbachii ingår i släktet Piper och familjen pepparväxter. Inga underarter finns listade i Catalogue of Life.